# ロベルト・メローニ
ロベルト・メローニ（Roberto Meloni、1981年2月20日 - ）は、イタリアのローマ出身の柔道選手。階級は90kg級。身長177cm。

## 人物
1997年のヨーロッパジュニア78kg級で2位になった。1998年のワールドユースゲームズ81kg級では3位だった。2000年の世界ジュニアでは2位となった。2001年の地中海競技大会では優勝を飾った。2002年にはヨーロッパ選手権とワールドカップ国別団体戦で3位となった。2003年のミリタリーワールドゲームズでは優勝した。2004年のアテネオリンピックでは2回戦で敗れた。その後階級を90kg級に上げると、2005年のヨーロッパ選手権で2位になった。2006年から2年連続してヨーロッパ選手権では3位に入った。2007年の世界選手権では銅メダルを獲得した。しかし、2008年の北京オリンピックでは2回戦で敗れた。2012年のロンドンオリンピックでも2回戦で敗れた。

## 主な戦績
78kg級での戦績
- 1997年 - ヨーロッパユースオリンピックフェスティバル　3位
- 1997年 - ヨーロッパジュニア　2位

81kg級での戦績
- 1998年 - ワールドユースゲームズ　3位
- 1998年 - 世界ジュニア　5位
- 2000年 - 世界ジュニア　2位
- 2001年 - 地中海競技大会　優勝
- 2001年 - 世界軍人選手権大会　3位
- 2002年 - ヨーロッパ選手権　3位
- 2002年 - ワールドカップ国別団体戦　3位
- 2002年 - 世界軍人選手権大会　2位
- 2003年 - ミリタリーワールドゲームズ　優勝

90kg級での戦績
- 2005年 - ヨーロッパ選手権　2位
- 2006年 - ドイツ国際　優勝
- 2006年 - ヨーロッパ選手権　3位
- 2007年 - ヨーロッパ選手権　3位
- 2007年 - 世界選手権　3位
- 2010年 - グランプリ・アブダビ　2位
- 2011年 - ワールドカップ・ワルシャワ　優勝
- 2011年 - ワールドカップ・タリン　優勝